# 10050 Реймен
10050 Реймен (10050 Rayman) — астероїд головного поясу, відкритий 28 червня 1987 року.
Тіссеранів параметр щодо Юпітера — 3,291.